# 2003 en els vols espacials
Aquest article és una llista d'esdeveniments de vols espacials relacionats que es van produir el 2003.

## Llançaments
| Data i hora (UTC)    | Coet | Coet                                           | Plataforma de llançament                   | Plataforma de llançament                                  | LSP                                                   | LSP                                                   |
| -------------------- | --- | ---------------------------------------------- | ------------------------------------------ | --------------------------------------------------------- | ----------------------------------------------------- | ----------------------------------------------------- |
| Data i hora (UTC)    | Càrrega útil | Operador                                       | Òrbita                                     | Funció                                                    | Deteriorament (UTC)                                   | Resultat                                              |
| Data i hora (UTC)    | Comentaris |                                                |                                            |                                                           |                                                       |                                                       |
| Gener                | |                                                |                                            |                                                           |                                                       |                                                       |
| 6 de gener 14:19     | Estats Units - Titan 23G | Estats Units - Titan 23G                       | Estats Units - Vandenberg SLC-4W           | Estats Units - Vandenberg SLC-4W                          | Estats Units - Lockheed Martin                        | Estats Units - Lockheed Martin                        |
| 6 de gener 14:19     | Estats Units - Coriolis | Força Aèria dels Estats Units d'Amèrica        | Òrbita baixa                               | Desenvolupament tecnològic                                | En òrbita                                             | Operacional                                           |
| 9 de gener 03:17     | Índia - Agni-I | Índia - Agni-I                                 | Índia - Balasore IC-4                      | Índia - Balasore IC-4                                     | Índia - IDRDL                                         | Índia - IDRDL                                         |
| 9 de gener 03:17     | | IDRDL                                          | Suborbital                                 | Prova de míssils                                          | 9 de gener                                            | Reeixit                                               |
| 13 de gener 00:45    | Estats Units - Delta II 7320-10C | Estats Units - Delta II 7320-10C               | Estats Units - Vandenberg SLC-2W           | Estats Units - Vandenberg SLC-2W                          | Estats Units - Boeing IDS                             | Estats Units - Boeing IDS                             |
| 13 de gener 00:45    | Estats Units - ICESat | NASA                                           | Òrbita baixa                               | Oceanografia                                              | 30 d'agost 2010 09:00                                 | Error parcial del vehicle                             |
| 13 de gener 00:45    | Estats Units - CHIPSat | NASA                                           | Òrbita baixa                               | Astrofísica                                               | En òrbita                                             | Operacional                                           |
| 13 de gener 00:45    | Els problemes amb el làser van limitar les operacions del ICESat. El ICESat va ser desactivat el febrer del 2010 a continuació de l'error de l'últim làser a l'octubre del 2009.                                                               |                                                |                                            |                                                           |                                                       |                                                       |
| 16 de gener 20:39    | Estats Units - Transbordador espacial Columbia | Estats Units - Transbordador espacial Columbia | Estats Units - Kennedy Space Center LC-39A | Estats Units - Kennedy Space Center LC-39A                | Estats Units - United Space Alliance                  | Estats Units - United Space Alliance                  |
| 16 de gener 20:39    | Estats Units - STS-107 | NASA                                           | Òrbita baixa                               | Investigació                                              | 1 de febrer 13:59                                     | Error                                                 |
| 16 de gener 20:39    | Estats Units - Spacehab-RDM | NASA                                           | Òrbita baixa (Columbia)                    | Investigació en la ciència de la microgravetat            | 1 de febrer 13:59                                     | Error                                                 |
| 16 de gener 20:39    | Estats Units - EDO Pallet | NASA                                           | Òrbita baixa (Columbia)                    | Plataforma de la missió de duració en extensió criogènica | 1 de febrer 13:59                                     | Error                                                 |
| 16 de gener 20:39    | Vol espacial orbital tripulat amb 7 astronautes, incloent el primer viatger israelià a l'espai vol final del Transbordador espacial Columbia, es va desintegrar durant la reentrada resultant amb la pèrdua de la tripulació i el seu vehicle. |                                                |                                            |                                                           |                                                       |                                                       |
| 25 de gener 20:13    | Estats Units - Pegasus-XL | Estats Units - Pegasus-XL                      | Estats Units - Stargazer, Cape Canaveral   | Estats Units - Stargazer, Cape Canaveral                  | Estats Units - Orbital Sciences                       | Estats Units - Orbital Sciences                       |
| 25 de gener 20:13    | Estats Units - SORCE | NASA                                           | Òrbita baixa                               | Investigació de irradiància solar total                   | En òrbita                                             | Operacional                                           |
| 29 de gener 18:06    | Estats Units - Delta II 7925-9.5 | Estats Units - Delta II 7925-9.5               | Estats Units - Cape Canaveral SLC-17B      | Estats Units - Cape Canaveral SLC-17B                     | Estats Units - Boeing IDS                             | Estats Units - Boeing IDS                             |
| 29 de gener 18:06    | Estats Units - GPS IIR-8 (USA-166) | Força Aèria dels Estats Units d'Amèrica        | Òrbita mitjana                             | Navegació                                                 | En òrbita                                             | Operacional                                           |
| 29 de gener 18:06    | Estats Units - XSS-10 | Força Aèria dels Estats Units d'Amèrica        | Òrbita baixa                               | Demostració tecnològica                                   | En òrbita                                             | Reeixit                                               |
| 29 de gener 18:06    | XSS-10 desactivat el 30 de gener de 2003 |                                                |                                            |                                                           |                                                       |                                                       |
| Febrer               | |                                                |                                            |                                                           |                                                       |                                                       |
| 2 de febrer 12:59    | Rússia - Soiuz-U | Rússia - Soiuz-U                               | Kazakhstan - Baikonur Site 1/5             | Kazakhstan - Baikonur Site 1/5                            | Rússia - Roskosmos                                    | Rússia - Roskosmos                                    |
| 2 de febrer 12:59    | Rússia - Progress M-47 | Roskosmos                                      | Òrbita baixa (ISS)                         | Logística                                                 | 27 d'agost                                            | Reeixit                                               |
| 2 de febrer 12:59    | Vol de la ISS 10P |                                                |                                            |                                                           |                                                       |                                                       |
| 15 de febrer 07:00   | Europa - Ariane 4 44L | Europa - Ariane 4 44L                          | França - Kourou ELA-2                      | França - Kourou ELA-2                                     | França - Arianespace                                  | França - Arianespace                                  |
| 15 de febrer 07:00   | Nacions Unides - Intelsat 907 | Intelsat                                       | Geosíncrona                                | Comunicacions                                             | En òrbita                                             | Operacional                                           |
| 15 de febrer 07:00   | Vol final de l'Ariane 4 44L |                                                |                                            |                                                           |                                                       |                                                       |
| Març                 | |                                                |                                            |                                                           |                                                       |                                                       |
| 11 de març 00:59     | Estats Units - Delta IV Medium | Estats Units - Delta IV Medium                 | Estats Units - Cape Canaveral SLC-37B      | Estats Units - Cape Canaveral SLC-37B                     | Estats Units - Boeing IDS                             | Estats Units - Boeing IDS                             |
| 11 de març 00:59     | Estats Units - DSCS III A-3 (USA-167) | Força Aèria dels Estats Units d'Amèrica        | Geosíncrona                                | Comunicacions                                             | En òrbita                                             | Operacional                                           |
| 11 de març 00:59     | Vol inaugural del Delta IV Medium |                                                |                                            |                                                           |                                                       |                                                       |
| 26 de març 06:00     | Índia - Privthvi-2 | Índia - Privthvi-2                             | Índia - Balasore                           | Índia - Balasore                                          | Índia - IDRDL                                         | Índia - IDRDL                                         |
| 26 de març 06:00     | | IDRDL                                          | Suborbital                                 | Prova de míssils                                          | 26 de març                                            | Reeixit                                               |
| 28 de març 01:27     | Japó - H-IIA 2024 | Japó - H-IIA 2024                              | Japó - Tanegashima LA-Y1                   | Japó - Tanegashima LA-Y1                                  | Japó                                                  | Japó                                                  |
| 28 de març 01:27     | Japó - IGS-1A | Japanese Government                            | Òrbita baixa                               | Reconeixement                                             | En òrbita                                             | Operacional                                           |
| 28 de març 01:27     | Japó - IGS-1B | Govern japonès                                 | Òrbita baixa                               | Reconeixement                                             | En òrbita                                             | Operacional                                           |
| 31 de març 22:09     | Estats Units - Delta II 7925-9.5 | Estats Units - Delta II 7925-9.5               | Estats Units - Cape Canaveral SLC-17A      | Estats Units - Cape Canaveral SLC-17A                     | Estats Units - Boeing IDS                             | Estats Units - Boeing IDS                             |
| 31 de març 22:09     | Estats Units - GPS IIR-9 (USA-168) | Força Aèria dels Estats Units d'Amèrica        | Òrbita mitjana                             | Navegació                                                 | En òrbita                                             | Operacional                                           |
| Abril                | |                                                |                                            |                                                           |                                                       |                                                       |
| 2 d'abril 01:53      | Rússia - Molniya-M | Rússia - Molniya-M                             | Rússia - Plesetsk Site 16/2                | Rússia - Plesetsk Site 16/2                               | Rússia - VKS                                          | Rússia - VKS                                          |
| 2 d'abril 01:53      | Rússia - Molniya 1-92 | VKS                                            | Molnia                                     | Comunicacions                                             | En òrbita                                             | Operacional                                           |
| 8 d'abril 14:43      | Estats Units - Titan IVB (401)/Centaur | Estats Units - Titan IVB (401)/Centaur         | Estats Units - Cape Canaveral SLC-40       | Estats Units - Cape Canaveral SLC-40                      | Estats Units - Lockheed Martin                        | Estats Units - Lockheed Martin                        |
| 8 d'abril 14:43      | Estats Units - Milstar 6 (USA-169) | Força Aèria dels Estats Units d'Amèrica        | Geosíncrona                                | Comunicacions                                             | En òrbita                                             | Operacional                                           |
| 9 d'abril 22:52      | Europa - Ariane 5G | Europa - Ariane 5G                             | França - Kourou ELA-3                      | França - Kourou ELA-3                                     | França - Arianespace                                  | França - Arianespace                                  |
| 9 d'abril 22:52      | Índia - INSAT 3A | ISRO                                           | Geosíncrona                                | Comunicacions                                             | En òrbita                                             | Operacional                                           |
| 9 d'abril 22:52      | Estats Units - Galaxy 12 | PanAmSat                                       | Geosíncrona                                | Comunicacions                                             | En òrbita                                             | Operacional                                           |
| 12 d'abril 00:47     | Estats Units - Atlas IIIB | Estats Units - Atlas IIIB                      | Estats Units - Cape Canaveral SLC-36B      | Estats Units - Cape Canaveral SLC-36B                     | Rússia - Estats Units - International Launch Services | Rússia - Estats Units - International Launch Services |
| 12 d'abril 00:47     | Xina - AsiaSat 4 | AsiaSat                                        | Geosíncrona                                | Comunicacions                                             | En òrbita                                             | Operacional                                           |
| 26 d'abril 03:53     | Rússia - Soiuz-FG | Rússia - Soiuz-FG                              | Kazakhstan - Baikonur Site 1/5             | Kazakhstan - Baikonur Site 1/5                            | Rússia - Roskosmos                                    | Rússia - Roskosmos                                    |
| 26 d'abril 03:53     | Rússia - Soiuz TMA-2 | Roskosmos                                      | Òrbita baixa (ISS)                         | ISS Expedition 7                                          | 28 d'octubre                                          | Reeixit                                               |
| 26 d'abril 03:53     | Vol espacial orbital tripulat amb 2 cosmonautes |                                                |                                            |                                                           |                                                       |                                                       |
| 24 d'abril 04:23     | Rússia - Proton-K/DM-2 | Rússia - Proton-K/DM-2                         | Kazakhstan - Baikonur Site 81/24           | Kazakhstan - Baikonur Site 81/24                          | Rússia - VKS                                          | Rússia - VKS                                          |
| 24 d'abril 04:23     | Rússia - Kosmos 2397 | VKS                                            | Geosíncrona                                | Alerta de míssils                                         | En òrbita                                             | Operacional                                           |
| 28 d'abril 12:00     | Estats Units - Pegasus-XL | Estats Units - Pegasus-XL                      | Estats UnitsStargazer, Cape Canaveral      | Estats UnitsStargazer, Cape Canaveral                     | Estats Units - Orbital Sciences                       | Estats Units - Orbital Sciences                       |
| 28 d'abril 12:00     | Estats Units - GALEX | NASA                                           | Òrbita baixa                               | Astronomia ultraviolada                                   | En òrbita                                             | Operacional                                           |
| 29 d'abril 05:50     | Índia - Prithvi-2 | Índia - Prithvi-2                              | Índia - Balasore                           | Índia - Balasore                                          | Índia - IDRDL                                         | Índia - IDRDL                                         |
| 29 d'abril 05:50     | | IDRDL                                          | Suborbital                                 | Prova de míssils                                          | 29 d'abril                                            | Reeixit                                               |
| Maig                 | |                                                |                                            |                                                           |                                                       |                                                       |
| 8 de maig 11:28      | Índia - GSLV | Índia - GSLV                                   | Índia - Satish Dhawan                      | Índia - Satish Dhawan                                     | Índia - ISRO                                          | Índia - ISRO                                          |
| 8 de maig 11:28      | Índia - GSAT-2 | ISRO                                           | Geosíncrona                                | Comunicacions                                             | En òrbita                                             | Operacional                                           |
| 9 de maig 04:29      | Japó - M-V | Japó - M-V                                     | Japó - Uchinoura                           | Japó - Uchinoura                                          | Japó                                                  | Japó                                                  |
| 9 de maig 04:29      | Japó - Hayabusa (MUSES-C) | ISAS                                           | Heliocèntrica                              | Sonda de retorn de mostres en asteroide                   | 13 de juny 2010                                       | Error parcial del vehicle                             |
| 9 de maig 04:29      | Japó - Minerva | ISAS                                           | Heliocèntrica                              | Mòdul de descens en asteroide                             | En òrbita                                             | Error del vehicle                                     |
| 9 de maig 04:29      | Va explorar l'asteroide 1998 SF36 |                                                |                                            |                                                           |                                                       |                                                       |
| 13 de maig 22:10     | Estats Units - Atlas V 401 | Estats Units - Atlas V 401                     | Estats Units - Cape Canaveral SLC-41       | Estats Units - Cape Canaveral SLC-41                      | Rússia - Estats Units - International Launch Services | Rússia - Estats Units - International Launch Services |
| 13 de maig 22:10     | Grècia - HellasSat 2 | Hellas-Sat                                     | Geosíncrona                                | Comunicacions                                             | En òrbita                                             | Operacional                                           |
| 13 de maig 22:10     | Primer satèl·lit grec |                                                |                                            |                                                           |                                                       |                                                       |
| 24 de maig 16:34     | Xina - Llarga Marxa 3A | Xina - Llarga Marxa 3A                         | Xina - Xichang                             | Xina - Xichang                                            | Xina                                                  | Xina                                                  |
| 24 de maig 16:34     | Xina - Beidou 2A |                                                | Geosíncrona                                | Navegació                                                 | En òrbita                                             | Operacional                                           |
| Juny                 | |                                                |                                            |                                                           |                                                       |                                                       |
| 2 de juny 17:45      | Rússia - Soiuz-FG/Fregat | Rússia - Soiuz-FG/Fregat                       | Kazakhstan - Baikonur Site 31/6            | Kazakhstan - Baikonur Site 31/6                           | Europa - Rússia - Starsem                             | Europa - Rússia - Starsem                             |
| 2 de juny 17:45      | Europa - Mars Express | ESA                                            | Areocèntrica                               | Sonda a Mart                                              | En òrbita                                             | Operacional                                           |
| 2 de juny 17:45      | Europa - Regne Unit - Beagle 2 | ESA                                            | Heliocèntrica                              | Mòdul de descens a Mart                                   | 25 de desembre 2004                                   | Error del vehicle                                     |
| 2 de juny 17:45      | Vol inaugural del Soiuz-FG/Fregat El Beagle 2 va fallar en contactar amb la Terra després de l'aterrament a Mart |                                                |                                            |                                                           |                                                       |                                                       |
| 4 de juny 19:23      | Rússia - Kosmos-3M | Rússia - Kosmos-3M                             | Rússia - Plesetsk Site 132/1               | Rússia - Plesetsk Site 132/1                              | Rússia - VKS                                          | Rússia - VKS                                          |
| 4 de juny 19:23      | Rússia - Kosmos 2398 | MO RF                                          | Òrbita baixa                               |                                                           | En òrbita                                             | Operacional                                           |
| 6 de juny 22:15      | Rússia - Proton-K/Briz-M | Rússia - Proton-K/Briz-M                       | Kazakhstan - Baikonur Site 200/39          | Kazakhstan - Baikonur Site 200/39                         | Rússia - Estats Units - International Launch Services | Rússia - Estats Units - International Launch Services |
| 6 de juny 22:15      | Estats Units - AMC-9 | SES Americom                                   | Geosíncrona                                | Comunicacions                                             | En òrbita                                             | Operacional                                           |
| 8 de juny 10:34      | Rússia - Soiuz-U | Rússia - Soiuz-U                               | Kazakhstan - Baikonur Site 1/5             | Kazakhstan - Baikonur Site 1/5                            | Rússia - Roskosmos                                    | Rússia - Roskosmos                                    |
| 8 de juny 10:34      | Rússia - Progress M1-10 | Roskosmos                                      | Òrbita baixa (ISS)                         | Logística Observació de la Terra                          | 3 d'octubre                                           | Reeixit                                               |
| 8 de juny 10:34      | Vol de la ISS 11P |                                                |                                            |                                                           |                                                       |                                                       |
| 10 de juny 13:55     | Ucraïna - Zenit-3SL | Ucraïna - Zenit-3SL                            | Noruega - Ocean Odyssey                    | Noruega - Ocean Odyssey                                   | Nacions Unides - Sea Launch                           | Nacions Unides - Sea Launch                           |
| 10 de juny 13:55     | Emirats Àrabs Units - Thuraya 2 | Thuraya                                        | Geosíncrona                                | Comunicacions                                             | En òrbita                                             | Operacional                                           |
| 10 de juny 17:58     | Estats Units - Delta II 7925 | Estats Units - Delta II 7925                   | Estats Units - Cape Canaveral SLC-17A      | Estats Units - Cape Canaveral SLC-17A                     | Estats Units - Boeing IDS                             | Estats Units - Boeing IDS                             |
| 10 de juny 17:58     | Estats Units - Spirit (MER-A/MER-2) | NASA                                           | Heliocèntrica                              | Astromòbil a Mart                                         | 4 de gener 2004                                       | Operacional                                           |
| 10 de juny 17:58     | Estats Units - Astromòbil Spirit | NASA                                           | Heliocèntrica                              | Mòdul de descens a Mart                                   | 4 de gener 2004                                       | Reeixit                                               |
| 11 de juny 22:38     | Europa - Ariane 5G | Europa - Ariane 5G                             | França - Kourou ELA-3                      | França - Kourou ELA-3                                     | França - Arianespace                                  | França - Arianespace                                  |
| 11 de juny 22:38     | Austràlia - Optus C1 | Optus/Australian Government                    | Geosíncrona                                | Comunicacions                                             | En òrbita                                             | Operacional                                           |
| 11 de juny 22:38     | Japó - BSAT-2C | BSAT                                           | Geosíncrona                                | Comunicacions                                             | En òrbita                                             | Operacional                                           |
| 19 de juny 20:00     | Rússia - Molniya-M | Rússia - Molniya-M                             | Rússia - Plesetsk Site 43/3                | Rússia - Plesetsk Site 43/3                               | Rússia - VKS                                          | Rússia - VKS                                          |
| 19 de juny 20:00     | Rússia - Molniya 3-53 | VKS                                            | Molnia                                     | Comunicacions                                             | En òrbita                                             | Operacional                                           |
| 26 de juny 18:55     | Estats Units - Pegasus-XL | Estats Units - Pegasus-XL                      | Estats UnitsStargazer, Vandenberg          | Estats UnitsStargazer, Vandenberg                         | Estats Units - Orbital Sciences                       | Estats Units - Orbital Sciences                       |
| 26 de juny 18:55     | Estats Units - Orbview 3 | Orbview                                        | Òrbita baixa                               | Imatgeria                                                 | 3 de març 2011                                        | Error de satèl·lit                                    |
| 26 de juny 18:55     | va cessar les operacions el 4 de març del 2007 després d'un malfuncionament amb la càmera |                                                |                                            |                                                           |                                                       |                                                       |
| 30 de juny 14:15     | Rússia - Rókot/Briz-KM | Rússia - Rókot/Briz-KM                         | Rússia - Plesetsk                          | Rússia - Plesetsk                                         | Europa - Rússia - Eurockot                            | Europa - Rússia - Eurockot                            |
| 30 de juny 14:15     | República Txeca - MIMOSA |                                                | Òrbita baixa                               |                                                           | 18 de desembre 2011                                   | Reeixit                                               |
| 30 de juny 14:15     | DTUSat |                                                | Òrbita baixa                               |                                                           | En òrbita                                             | Operacional                                           |
| 30 de juny 14:15     | Canadà - MOST |                                                | Òrbita baixa                               | Telescopi espacial                                        | En òrbita                                             | Operacional                                           |
| 30 de juny 14:15     | Cute-I |                                                | Òrbita baixa                               |                                                           | En òrbita                                             | Operacional                                           |
| 30 de juny 14:15     | Estats Units - QuakeSat | Universitat Stanford                           | Òrbita baixa                               | Observació de la Terra                                    | En òrbita                                             | Operacional                                           |
| 30 de juny 14:15     | AAU-Cubesat |                                                | Òrbita baixa                               |                                                           | En òrbita                                             | Operacional                                           |
| 30 de juny 14:15     | Can X-1 |                                                | Òrbita baixa                               |                                                           | En òrbita                                             | Operacional                                           |
| 30 de juny 14:15     | Cubesat XI |                                                | Òrbita baixa                               |                                                           | En òrbita                                             | Operacional                                           |
| 30 de juny 14:15     | Cubesat XII |                                                | Òrbita baixa                               |                                                           | En òrbita                                             | Operacional                                           |
| 30 de juny 14:15     | Cubesat XIII |                                                | Òrbita baixa                               |                                                           | En òrbita                                             | Operacional                                           |
| 30 de juny 14:15     | Cubesat XIV |                                                | Òrbita baixa                               |                                                           | En òrbita                                             | Operacional                                           |
| 30 de juny 14:15     | Rússia - Monitor-E |                                                | Òrbita baixa                               |                                                           | En òrbita                                             | Operacional                                           |
| Juliol               | |                                                |                                            |                                                           |                                                       |                                                       |
| 8 de juliol 04:18    | Estats Units - Delta II 7925H | Estats Units - Delta II 7925H                  | Estats Units - Cape Canaveral SLC-17B      | Estats Units - Cape Canaveral SLC-17B                     | Estats Units - Boeing IDS                             | Estats Units - Boeing IDS                             |
| 8 de juliol 04:18    | Estats Units - Opportunity (MER-B/MER-1) | NASA                                           | Heliocèntrica                              | Astromòbil a Mart                                         | En òrbita                                             | Operacional                                           |
| 8 de juliol 04:18    | Estats Units - MER-B lander | NASA                                           | Heliocèntrica                              | Mòdul de descens a Mars                                   | En òrbita                                             | Reeixit                                               |
| 8 de juliol 04:18    | Vol inaugural del Delta II Heavy |                                                |                                            |                                                           |                                                       |                                                       |
| 17 de juliol 23:45   | Estats Units - Atlas V 521 | Estats Units - Atlas V 521                     | Estats Units - Cape Canaveral SLC-41       | Estats Units - Cape Canaveral SLC-41                      | Rússia - Estats Units - International Launch Services | Rússia - Estats Units - International Launch Services |
| 17 de juliol 23:45   | Estats Units - Rainbow-1 | Cablevision                                    | Geosíncrona                                | Comunicacions                                             | En òrbita                                             | Operacional                                           |
| 17 de juliol 23:45   | Vol inaugural de l'Atlas V 521 |                                                |                                            |                                                           |                                                       |                                                       |
| Agost                | |                                                |                                            |                                                           |                                                       |                                                       |
| 8 d'agost 03:31      | Ucraïna - Zenit-3SL | Ucraïna - Zenit-3SL                            | Noruega - Ocean Odyssey                    | Noruega - Ocean Odyssey                                   | Nacions Unides - Sea Launch                           | Nacions Unides - Sea Launch                           |
| 8 d'agost 03:31      | Estats Units - Echostar 9 (Telstar 13) | EchoStar                                       | Geosíncrona                                | Comunicacions                                             | En òrbita                                             | Operacional                                           |
| 12 d'agost 14:20     | Rússia - Soiuz-U | Rússia - Soiuz-U                               | Kazakhstan - Baikonur Site 31/6            | Kazakhstan - Baikonur Site 31/6                           | Rússia - VKS                                          | Rússia - VKS                                          |
| 12 d'agost 14:20     | Rússia - Kosmos 2399 |                                                | Òrbita baixa                               | Reconeixement                                             | 9 de desembre                                         | Error                                                 |
| 12 d'agost 14:20     | La càpsula amb la gravació va fallar en desorbitar-se |                                                |                                            |                                                           |                                                       |                                                       |
| 13 d'agost 02:09     | Estats Units - Pegasus-XL | Estats Units - Pegasus-XL                      | Estats UnitsStargazer, Vandenberg          | Estats UnitsStargazer, Vandenberg                         | Estats Units - Orbital Sciences                       | Estats Units - Orbital Sciences                       |
| 13 d'agost 02:09     | Canadà - Scisat 1 | CSA                                            | Òrbita baixa                               | Investigació atmosfèrica                                  | En òrbita                                             | Operacional                                           |
| 19 d'agost 10:50     | Rússia - Kosmos-3M | Rússia - Kosmos-3M                             | Rússia - Plesetsk Site 132/1               | Rússia - Plesetsk Site 132/1                              | Rússia - VKS                                          | Rússia - VKS                                          |
| 19 d'agost 10:50     | Rússia - Kosmos 2400 (Strela 3) |                                                | Òrbita baixa                               |                                                           | En òrbita                                             | Operacional                                           |
| 19 d'agost 10:50     | Rússia - Kosmos 2401 (Strela 3) |                                                | Òrbita baixa                               |                                                           | En òrbita                                             | Operacional                                           |
| 22 d'agost 16:30     | Brasil - VLS-1 | Brasil - VLS-1                                 | Brasil - Alcântara                         | Brasil - Alcântara                                        | Brasil                                                | Brasil                                                |
| 22 d'agost 16:30     | SATEC |                                                | Destinat: Òrbita baixa                     |                                                           | No es va enlairar                                     | Error de llançament                                   |
| 22 d'agost 16:30     | Unosat |                                                | Destinat: Òrbita baixa                     |                                                           | No es va enlairar                                     | Error de llançament                                   |
| 22 d'agost 16:30     | El coet va explotar en la zona de llançament |                                                |                                            |                                                           |                                                       |                                                       |
| 25 d'agost 05:35     | Estats Units - Delta II 7920H | Estats Units - Delta II 7920H                  | Estats Units - Cape Canaveral SLC-17B      | Estats Units - Cape Canaveral SLC-17B                     | Estats Units - Boeing IDS                             | Estats Units - Boeing IDS                             |
| 25 d'agost 05:35     | Estats Units - Spitzer Space Telescope (SIRTF) | NASA                                           | Heliocèntrica                              | Infrared Astronomia                                       | En òrbita                                             | Operacional                                           |
| 29 d'agost 01:47     | Rússia - Soiuz-U | Rússia - Soiuz-U                               | Kazakhstan - Baikonur Site 1/5             | Kazakhstan - Baikonur Site 1/5                            | Rússia - Roskosmos                                    | Rússia - Roskosmos                                    |
| 29 d'agost 01:47     | Rússia - Progress M-48 | Roskosmos                                      | Òrbita baixa (ISS)                         | Logística                                                 | 28 de gener 2004                                      | Reeixit                                               |
| 29 d'agost 01:47     | Vol de la ISS 12P |                                                |                                            |                                                           |                                                       |                                                       |
| 29 d'agost 23:13     | Estats Units - Delta IV Medium | Estats Units - Delta IV Medium                 | Estats Units - Cape Canaveral SLC-37B      | Estats Units - Cape Canaveral SLC-37B                     | Estats Units - Boeing IDS                             | Estats Units - Boeing IDS                             |
| 29 d'agost 23:13     | Estats Units - DSCS III B-6 (USA-170) | Força Aèria dels Estats Units d'Amèrica        | Geosíncrona                                | Comunicacions                                             | En òrbita                                             | Operacional                                           |
| Setembre             | |                                                |                                            |                                                           |                                                       |                                                       |
| 9 de setembre 04:29  | Estats Units - Titan IVB (401)/Centaur | Estats Units - Titan IVB (401)/Centaur         | Estats Units - Cape Canaveral SLC-40       | Estats Units - Cape Canaveral SLC-40                      | Estats Units - Lockheed Martin                        | Estats Units - Lockheed Martin                        |
| 9 de setembre 04:29  | Estats Units - Mentor-3 (USA-171) | NRO                                            | Geosíncrona                                | ELINT                                                     | En òrbita                                             | Operacional                                           |
| 16 de setembre       | Xina - Kaituozhe-1 | Xina - Kaituozhe-1                             | Xina - Taiyuan                             | Xina - Taiyuan                                            | Xina                                                  | Xina                                                  |
| 16 de setembre       | Xina - PS-2 |                                                | Destinat: Òrbita baixa                     | Microsatèl·lit                                            | 16 de setembre                                        | Error de llançament                                   |
| 16 de setembre       | No va haver ignició en la quarta etapa |                                                |                                            |                                                           |                                                       |                                                       |
| 27 de setembre 06:11 | Rússia - Kosmos-3M | Rússia - Kosmos-3M                             | Rússia - Plesetsk Site 132/1               | Rússia - Plesetsk Site 132/1                              | Rússia - VKS                                          | Rússia - VKS                                          |
| 27 de setembre 06:11 | Rússia - Mozhaets-4 |                                                | Òrbita baixa                               |                                                           | En òrbita                                             | Operacional                                           |
| 27 de setembre 06:11 | Nigèria - NigeriaSat-1 |                                                | Òrbita baixa                               |                                                           | En òrbita                                             | Operacional                                           |
| 27 de setembre 06:11 | Regne Unit - UK-DMC |                                                | Òrbita baixa                               |                                                           | En òrbita                                             | Operacional                                           |
| 27 de setembre 06:11 | BILSAT-1 |                                                | Òrbita baixa                               |                                                           | En òrbita                                             | Operacional                                           |
| 27 de setembre 06:11 | Larets |                                                | Òrbita baixa                               |                                                           | En òrbita                                             | Operacional                                           |
| 27 de setembre 06:11 | STSat-1 |                                                | Òrbita baixa                               |                                                           | En òrbita                                             | Operacional                                           |
| 27 de setembre 06:11 | Rubin-4-DSI |                                                | Òrbita baixa                               |                                                           | En òrbita                                             | Operacional                                           |
| 27 de setembre 06:11 | El NigeriaSat-1 és el primer satèl·lit nigerià |                                                |                                            |                                                           |                                                       |                                                       |
| 27 de setembre 23:14 | Europa - Ariane 5G | Europa - Ariane 5G                             | França - Kourou ELA-3                      | França - Kourou ELA-3                                     | França - Arianespace                                  | França - Arianespace                                  |
| 27 de setembre 23:14 | França - Eurobird 3 | Eutelsat                                       | Geosíncrona                                | Comunicacions                                             | En òrbita                                             | Operacional                                           |
| 27 de setembre 23:14 | Índia - INSAT 3E | ISRO                                           | Geosíncrona                                | Comunicacions                                             | En òrbita                                             | Operacional                                           |
| 27 de setembre 23:14 | Europa - SMART-1 | ESA                                            | Selenocèntrica                             | Sonda lunar                                               | 27 de setembre 2006 05:42:22                          | Reeixit                                               |
| 27 de setembre 23:14 | Vol final de l'Ariane 5G |                                                |                                            |                                                           |                                                       |                                                       |
| Octubre              | |                                                |                                            |                                                           |                                                       |                                                       |
| 1 d'octubre 04:02    | Ucraïna - Zenit-3SL | Ucraïna - Zenit-3SL                            | Noruega - Ocean Odyssey                    | Noruega - Ocean Odyssey                                   | Nacions Unides - Sea Launch                           | Nacions Unides - Sea Launch                           |
| 1 d'octubre 04:02    | Japó - Estats Units - Galaxy 13 (Horizons 1) | PanAmSat                                       | Geosíncrona                                | Comunicacions                                             | En òrbita                                             | Operacional                                           |
| 15 d'octubre 01:00   | Xina - Llarga Marxa 2F | Xina - Llarga Marxa 2F                         | Xina - Jiuquan                             | Xina - Jiuquan                                            | Xina                                                  | Xina                                                  |
| 15 d'octubre 01:00   | Xina - Shenzhou 5 |                                                | Òrbita baixa                               |                                                           | 15 d'octubre 22:53                                    | Reeixit                                               |
| 15 d'octubre 01:00   | Xina - Shenzhou mòdul orbital |                                                | Òrbita baixa                               | Reconeixement                                             | 30 de maig 2004                                       | Reeixit                                               |
| 15 d'octubre 01:00   | Vol espacial orbital tripulat amb 1 astronauta (Yang Liwei), primer viatger espacial xinès |                                                |                                            |                                                           |                                                       |                                                       |
| 17 d'octubre 04:54   | Índia - PSLV | Índia - PSLV                                   | Índia - Satish Dhawan                      | Índia - Satish Dhawan                                     | Índia - ISRO                                          | Índia - ISRO                                          |
| 17 d'octubre 04:54   | Índia - RESOURCESAT-1 (IRS-P6) | ISRO                                           | Òrbita baixa                               | Observació de la Terra                                    | En òrbita                                             | Operacional                                           |
| 18 d'octubre 05:38   | Rússia - Soiuz-FG | Rússia - Soiuz-FG                              | Kazakhstan - Baikonur Site 1/5             | Kazakhstan - Baikonur Site 1/5                            | Rússia - Roskosmos                                    | Rússia - Roskosmos                                    |
| 18 d'octubre 05:38   | Rússia - Soiuz TMA-3 | Roskosmos                                      | Òrbita baixa (ISS)                         | ISS Expedition 8                                          | 30 d'abril 2004                                       | Reeixit                                               |
| 18 d'octubre 05:38   | Vol espacial orbital tripulat amb 3 cosmonautes |                                                |                                            |                                                           |                                                       |                                                       |
| 18 d'octubre 16:17   | Estats Units - Titan 23G/Star 37 | Estats Units - Titan 23G/Star 37               | Estats Units - Vandenberg SLC-4W           | Estats Units - Vandenberg SLC-4W                          | Estats Units - Lockheed Martin                        | Estats Units - Lockheed Martin                        |
| 18 d'octubre 16:17   | Estats Units - DMSP 5D-2 (USA-172) | Força Aèria dels Estats Units d'Amèrica        | Òrbita baixa                               | Satèl·lit climàtic                                        | En òrbita                                             | Operacional                                           |
| 18 d'octubre 16:17   | Vol final del Titan 23G |                                                |                                            |                                                           |                                                       |                                                       |
| 21 d'octubre 03:16   | Xina - Llarga Marxa 4B | Xina - Llarga Marxa 4B                         | Xina - Taiyuan                             | Xina - Taiyuan                                            | Xina                                                  | Xina                                                  |
| 21 d'octubre 03:16   | Xina - Zi Yuan 1-2 (CBERS-2) | CAAC/INPE                                      | Òrbita baixa                               | Recursos de la Terra                                      | En òrbita                                             | Operacional                                           |
| 21 d'octubre 03:16   | Xina - Chuangxin-1 | CAS                                            | Òrbita baixa                               | Comunicacions                                             | En òrbita                                             | Operacional                                           |
| 30 d'octubre 13:43   | Rússia - Rockot/Briz-KM | Rússia - Rockot/Briz-KM                        | Rússia - Plesetsk Site 133                 | Rússia - Plesetsk Site 133                                | Europa - Rússia - Eurockot                            | Europa - Rússia - Eurockot                            |
| 30 d'octubre 13:43   | Japó - SERVIS-1 |                                                | Òrbita baixa                               |                                                           | En òrbita                                             | Operacional                                           |
| Novembre             | |                                                |                                            |                                                           |                                                       |                                                       |
| 3 de novembre 07:20  | Xina - Llarga Marxa 2D | Xina - Llarga Marxa 2D                         | Xina - Jiuquan                             | Xina - Jiuquan                                            | Xina                                                  | Xina                                                  |
| 3 de novembre 07:20  | Xina - FSW-18 (FSW-3) | SAST                                           | Òrbita baixa                               | Imatgeria                                                 | 18 de desembre                                        | Reeixit                                               |
| 14 de novembre 16:34 | Xina - Llarga Marxa 3A | Xina - Llarga Marxa 3A                         | Xina - Xichang                             | Xina - Xichang                                            | Xina                                                  | Xina                                                  |
| 14 de novembre 16:34 | Xina - Zhongxing 20 |                                                | Geosíncrona                                | Comunicacions                                             | En òrbita                                             | Operacional                                           |
| 24 de novembre 06:22 | Rússia - Proton-K/DM-2M | Rússia - Proton-K/DM-2M                        | Kazakhstan - Baikonur Site 81/23           | Kazakhstan - Baikonur Site 81/23                          | Rússia - VKS                                          | Rússia - VKS                                          |
| 24 de novembre 06:22 | Rússia - Yamal-200 KA-1 | Gazprom                                        | Geosíncrona                                | Comunicacions                                             | En òrbita                                             | Operacional                                           |
| 24 de novembre 06:22 | Rússia - Yamal-200 KA-2 | Gazprom                                        | Geosíncrona                                | Comunicacions                                             | En òrbita                                             | Operacional                                           |
| 29 de novembre 04:33 | Japó - H-IIA 2024 | Japó - H-IIA 2024                              | Japó - Tanegashima LA-Y1                   | Japó - Tanegashima LA-Y1                                  | Japó                                                  | Japó                                                  |
| 29 de novembre 04:33 | Japó - IGS-2A | Govern rus                                     | Òrbita baixa                               | Reconeixement                                             | T+60 segons                                           | Error de llançament                                   |
| 29 de novembre 04:33 | Japó - IGS-2B | Govern rus                                     | Òrbita baixa                               | Reconeixement                                             | T+60 segons                                           | Error de llançament                                   |
| 29 de novembre 04:33 | El SRB va fallar en separar. Va ser destruït pel RSO. |                                                |                                            |                                                           |                                                       |                                                       |
| Desembre             | |                                                |                                            |                                                           |                                                       |                                                       |
| 2 de desembre 10:04  | Estats Units - Atlas IIAS | Estats Units - Atlas IIAS                      | Estats Units - Vandenberg SLC-3E           | Estats Units - Vandenberg SLC-3E                          | Estats Units                                          | Estats Units                                          |
| 2 de desembre 10:04  | Estats Units - NOSS-3 (USA-173) | NRO                                            | Òrbita baixa                               | Naval SIGINT                                              | En òrbita                                             | Operacional                                           |
| 2 de desembre 10:04  | Estats Units - NOSS-3 (USA-173) | NRO                                            | Òrbita baixa                               | Naval SIGINT                                              | En òrbita                                             | Operacional                                           |
| 2 de desembre 10:04  | Llançament del NRO núm. 18 |                                                |                                            |                                                           |                                                       |                                                       |
| 5 de desembre 06:00  | Rússia - Strela | Rússia - Strela                                | Kazakhstan - Baikonur Site 175             | Kazakhstan - Baikonur Site 175                            | Rússia - VKS                                          | Rússia - VKS                                          |
| 5 de desembre 06:00  | Rússia - Gruzomaket |                                                | Òrbita baixa                               |                                                           | En òrbita                                             | Reeixit                                               |
| 5 de desembre 06:00  | Vol inaugural del coet Strela |                                                |                                            |                                                           |                                                       |                                                       |
| 10 de desembre 17:42 | Rússia - Proton-K/Briz-M | Rússia - Proton-K/Briz-M                       | Kazakhstan - Baikonur Site 81/24           | Kazakhstan - Baikonur Site 81/24                          | Rússia - VKS                                          | Rússia - VKS                                          |
| 10 de desembre 17:42 | Rússia - Kosmos 2402 (GLONASS) | KNITs                                          | Òrbita mitjana                             | Navegació                                                 | En òrbita                                             | Operacional                                           |
| 10 de desembre 17:42 | Rússia - Kosmos 2403 (GLONASS) | KNITs                                          | Òrbita mitjana                             | Navegació                                                 | En òrbita                                             | Operacional                                           |
| 10 de desembre 17:42 | Rússia - Kosmos 2404 (GLONASS) | KNITs                                          | Òrbita mitjana                             | Navegació                                                 | En òrbita                                             | Operacional                                           |
| 18 de desembre 02:30 | Estats Units - Atlas IIIB | Estats Units - Atlas IIIB                      | Estats Units - Cape Canaveral SLC-36B      | Estats Units - Cape Canaveral SLC-36B                     | Rússia - Estats Units - International Launch Services | Rússia - Estats Units - International Launch Services |
| 18 de desembre 02:30 | Estats Units - UHF F/O F11 (USA-174) | Marina dels Estats Units d'Amèrica             | Geosíncrona                                | Comunicacions                                             | En òrbita                                             | Operacional                                           |
| 21 de desembre 08:05 | Estats Units - Delta II 7925-9.5 | Estats Units - Delta II 7925-9.5               | Estats Units - Cape Canaveral SLC-17A      | Estats Units - Cape Canaveral SLC-17A                     | Estats Units - Boeing IDS                             | Estats Units - Boeing IDS                             |
| 21 de desembre 08:05 | Estats Units - GPS IIR-10 (USA-175) | Força Aèria dels Estats Units d'Amèrica        | Òrbita mitjana                             | Navegació                                                 | En òrbita                                             | Operacional                                           |
| 27 de desembre 21:30 | Rússia - Soiuz-FG/Fregat | Rússia - Soiuz-FG/Fregat                       | Kazakhstan - Baikonur Site 31/6            | Kazakhstan - Baikonur Site 31/6                           | Europa - Rússia - Starsem                             | Europa - Rússia - Starsem                             |
| 27 de desembre 21:30 | Israel - AMOS-2 | Spacecom                                       | Geosíncrona                                | Comunicacions                                             | En òrbita                                             | Operacional                                           |
| 28 de desembre 20:37 | Rússia - Proton-K/DM-2M | Rússia - Proton-K/DM-2M                        | Kazakhstan - Baikonur Site 200/39          | Kazakhstan - Baikonur Site 200/39                         | Rússia - VKS                                          | Rússia - VKS                                          |
| 28 de desembre 20:37 | Rússia - Ekspress AM-22 | RSCC                                           | Geosíncrona                                | Comunicacions                                             | En òrbita                                             | Operacional                                           |
| 29 de desembre 19:06 | Xina - Llarga Marxa 2C | Xina - Llarga Marxa 2C                         | Xina - Xichang                             | Xina - Xichang                                            | Xina                                                  | Xina                                                  |
| 29 de desembre 19:06 | Xina - Europa - Tan Ce 1 (Double Star 1) | CNSA/ESA                                       | Òrbita alta (Alta-excentricitat)           | Investigació de la magnetosfera                           | 14 d'octubre 2007                                     | Reeixit                                               |

## Encontres espacials
| Data (GMT)     | Nau espacial | Esdeveniment                         | Comentaris                      |
| -------------- | ------------ | ------------------------------------ | ------------------------------- |
| 19 de juny     | Nozomi       | 3r sobrevol de la Terra              |                                 |
| 21 de setembre | Galileo      | Desorbitat en la atmosfera joviana   |                                 |
| 9 de desembre  | Nozomi       | Sobrevol de Mart                     | Danyat per les erupcions solars |
| 24 de desembre | Beagle 2     | Va impactar al Isidis Planitia, Mart |                                 |
| 24 de desembre | Mars Express | Inserció en òrbita areocèntrica      |                                 |

## EVAs
| Inici Data/Hora   | Duració           | Hora Fi | Nau espacial          | Tripulació                                                     | Funció | Comentaris |
| ----------------- | ----------------- | ------- | --------------------- | -------------------------------------------------------------- | --- | ---------- |
| 15 de gener 12:50 | 6 hores 51 minuts | 19:41   | Expedició 6 ISS Quest | Estats Units - Kenneth Bowersox · Estats Units - Donald Pettit | Es va alliberar els últims panys de llançament en el radiador del P1, es va eliminar la brossa en l'anell de segellat del port d'acoblament del Unity, i es va provar una reserva d'amoníac en la carcassa P6 de l'estació.                                                                       |            |
| 8 d'abril 12:40   | 6 hores 26 minuts | 19:06   | Expedició 6 ISS Quest | Estats Units - Kenneth Bowersox · Estats Units - Donald Pettit | Es van reconfigurar els cables en el S0 (S-Zero) i les carcasses del S1 i P1, es va substituir un mòdul de control d'energia en Mobile Transporter, es va isntal·lar el Spool Positioning Devices en el Destiny, i es va reinstal·lar la coberta tèrmica en el Radiator Beam Valve Module del S1. |            |

## Estadístiques de llançaments orbitals

### Per país
| País | País                                       | Llançaments | Reeixits | Errors | Errors parcials | Comentaris |
| ---- | ------------------------------------------ | ----------- | -------- | ------ | --------------- | ---------- |
|      | R.P. de la Xina                            | 7           | 6        | 1      | 0               |            |
|      | Unió Europea                               | 4           | 4        | 0      | 0               |            |
|      | Índia                                      | 2           | 2        | 0      | 0               |            |
|      | Japó                                       | 3           | 2        | 1      | 0               |            |
|      | Internacional                              | 3           | 3        | 0      | 0               | Sea Launch |
|      | Brasil                                     | 1           | 0        | 1      | 0               |            |
|      | Rússia / · Comunitat d'Estats Independents | 21          | 21       | 0      | 0               |            |
|      | Estats Units                               | 23          | 22       | 1      | 0               |            |
| Món  | Món                                        | 64          | 60       | 4      | 0               |            |